# Conognatha viridiventris
Conognatha viridiventris es una especie de escarabajo del género Conognatha, familia Buprestidae. Fue descrita científicamente por Solier en 1849.